# Peron

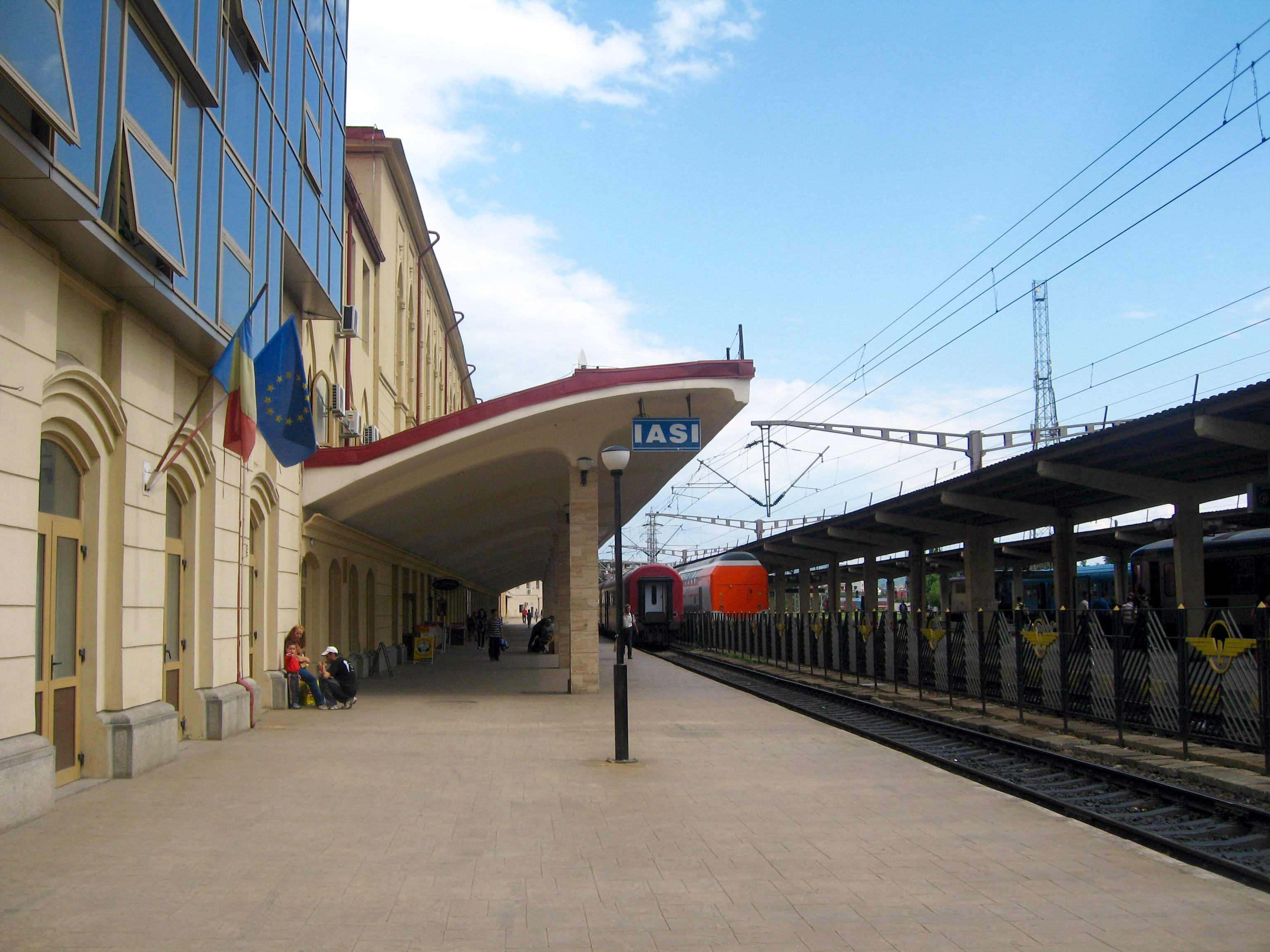
Peron în Gara Iași din România

Un peron este o zonă amenajată de-a lungul unei linii care asigură un acces comod la trenuri. În aproape toate stațiile feroviare există diverse forme de peroane, gările mai mari dispunând de peroane multiple.
Cele mai lungi peroane din lume se află în Gara Gorakhpur din India, măsurând 1.355,40 metri (4.446,9 ft). La capătul celălalt se află Gara Appalachian Trail din Statele Unite ale Americii, al cărei peron are lungimea egală cu cea a băncii pe care pasagerii așteaptă trenul.

## Înălțimea față de trenuri
Cea mai întâlnită formă de peroane este aceea a unei zone amenajate simplist, având același nivel precum cel al căii ferate, ceea ce conduce la o diferență de înălțime substanțială între peron și podeaua vagoanelor trenului. De multe ori acestea nici nu sunt considerate peroane propriu-zise. În general, peronul tradițional este înălțat în raport cu linia, însă adesea nivelul său tot este mai jos decât cel al podelei vagoanelor, deși în mod ideal ar trebui să se afle la același nivel. Uneori peronul este mai înalt decât podeaua vagonului, acolo unde trenuri cu podeaua joasă deservesc gări cu peroane construite pentru trenuri cu podea înaltă, spre exemplu gările olandeze de pe traseele DB Regionalbahn Westfalen (un exemplu edificator este Gara Enschede). Unele stații ale metroului din Londra sunt deservite atât de trenurile District line, cât și de cele ale Piccadilly line, acestea din urmă având vagoane cu podea joasă.
O stație de tramvai este adesea situată în mijlocul unei străzi și are de obicei drept peron o zonă de refugiu având o înălțime similară cu cea a trotuarului. Uneori, peronul lipsește cu desăvârșire, ceea ce necesită atenție suplimentară din partea călătorilor și a celorlalți participanți la trafic pentru a evita accidentele. Ambele tipuri de stații de tramvai pot fi observate în rețelele de tramvai din Melbourne sau Toronto. Uneori, o stație de tramvai poate fi deservită de tramvaie obișnuite, în general cu podea joasă, dar și de rame de metrou ușor având podea mai ridicată, caz în care stația are peroane cu două înălțimi diferite. Similar, o gară feroviară poate fi deservită de trenuri obișnuite, dar și de metrou ușor cu podea coborâtă, și are și ea peroane cu două înălțimi diferite, cum este cazul gărilor rețelei RijnGouweLijn din Țările de Jos.

## Tipuri de peroane

Diagramă pentru tipurile de peroane. Peronul 1 este „înfundat”, iar peroanele 2, 3 și 4 sunt „de tranzit”. Peronul pentru liniile 3 și 4 este „central”

După dispunere și aspect, peroanele sunt de mai multe tipuri: înfundate, laterale (denumite și peroane de tranzit), split platform și centrale. Un peron înfundat este un peron la care linia respectivă se termină, spre exemplu în cazul unei fundături sau al unei ramificații. Trenurile care trag la un peron înfundat trebuie să manevreze înainte pentru intrare și înapoi pentru ieșire. Peroanele laterale sunt printre cele mai folosite, fiind dispuse de-a lungul unei linii pe care trenurile sosesc dintr-un capăt și pleacă apoi către celălalt capăt, păstrându-și direcția de mers. Un peron central este practic alcătuit din două peroane de tranzit, având liniile dispuse de o parte și de cealaltă a sa. Accesul călătorilor la un peron central se poate face printr-o pasarelă, un tunel pietonal sau printr-o trecere la nivel cu calea ferată. O variantă a peroanelor laterale este soluția spaniolă, care are peroane pe ambele părți ale unei singure linii. Unul dintre acestea este folosit pentru îmbarcare, iar celălalt pentru debarcarea călătorilor.

### Peroane laterale

Schemă de peroane laterale cu pasarelă între ele

Un peron lateral este un peron poziționat pe una din părțile unei perechi de șine dintr-o gară sau stație de tramvai. În cazul liniilor ferate duble se construiesc două peroane laterale, câte unul pentru fiecare direcție de mers, spre deosebire, spre exemplu, de peroanele centrale, situate între cele două linii. În cazul amplasării de peroane laterale este în general nevoie de o suprafață de teren mai mare decât pentru peroanele centrale, acolo unde un singur peron deservește călătorii pentru ambele direcții de mers.
În unele stații, cele două peroane laterale sunt conectate printr-o pasarelă pietonală amplasată peste linii. În cazul liniilor duble se construiește în general o pereche de peroane laterale, în timp ce un singur astfel de peron este de obicei suficient în cazul liniilor simple. 
În anumite situații, un singur peron lateral poate fi deservit de două trenuri în același timp prin intermediul unei încrucișări care permite accesul pe toată lungimea sa.
Majoritatea gărilor dotate cu peroane laterale au un peron la care trag trenurile care circulă către destinația principală a liniei, în timp ce la celălalt peron trag trenurile care circulă în direcția opusă. În mod normal, principalele construcții ale gării sunt amplasate pe partea cu peronul pentru destinația principală a liniei, iar la celălalt peron se ajunge pe o pasarelă, printr-un tunel pietonal sau o trecere la nivel cu calea ferată. Totuși există multe cazuri în care clădirea gării este amplasată pe partea cu orașul sau satul pe care îl deservește.
Gările mari pot avea două peroane laterale de ambele părți ale pachetului de linii și mai multe peroane centrale intercalate între ele. Unele sunt construite după soluția spaniolă, cu două peroane laterale și un peron central între ele, toate trei deservind doar două linii.

### Peron central

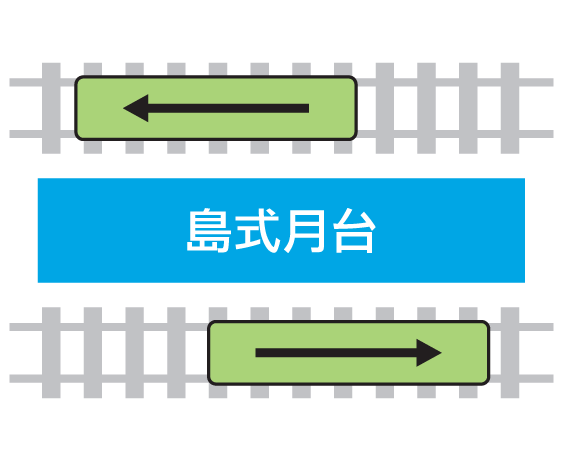
Schemă de peron central

Un peron central este un peron poziționat între două linii care tranzitează o gară, deservindu-le pe amândouă. Peroanele centrale sunt necesare în orice stație mai mare în care există mai mult de două linii și în care configurația este de obicei următoarea: două peroane laterale de ambele părți ale pachetului de linii și mai multe peroane centrale intercalate între ele. De asemenea, peroanele centrale pot fi folosite și în cazul gărilor mici, prin care trec doar două linii, deoarece oferă avantajul unei suprafețe de teren necesare mai reduse decât în cazul construirii a două peroane laterale. În plus, peroanele centrale permit amplasarea de magazine, toalete sau refugii și săli de așteptare comune pentru ambele linii, evitând astfel duplicarea lor sau amplasarea lor pe o singură parte a liniilor. 
Un peron central facilitează transferul călătorilor cu dizabilități locomotorii între două trenuri sau la diversele servicii oferite pe peron. Dacă nivelul șinelor este deasupra sau dedesubtul celui al intrării în stație, atunci este nevoie doar de o singură scară, rampă sau ascensor de acces la peronul central, spre deosebire de cazul peroanelor laterale. Dacă șinele sunt la același nivel precum intrarea, acest lucru creează într-adevăr un dezavantaj; peroanele laterale permit ca unul din ele să fie adiacent intrării, nefiind necesară traversarea unei linii, în timp ce accesul la peronul central nu se poate face decât printr-o pasarelă pietonală, tunel pietonal sau traversare la nivel peste una din linii.
Dacă un peron central nu este suficient de lat pentru a găzdui un număr mare de pasageri, aglomerația poate deveni o problemă. Printre exemplele de stații unde peroanele centrale înguste au cauzat probleme de siguranță a traficului se numără Clapham Common și Angel (acum reconstruită) ale metroului din Londra, Union (acum reconstruită) a metroului din Toronto și Umeda a metroului din Osaka.
Un peron central necesită ca liniile să devieze în jurul peronului, iar acest lucru necesită o lățime suplimentară a terasamentului în zona adiacentă gării, în special în cazul liniilor de mare viteză, care nu permit curburi accentuate ale șinelor. Distanța între axele șinelor unei perechi de linii variază în diverse țări, fiind cuprinsă în general între 3 și 5 metri. Dacă lățimea unui peron central este 6 m, spre exemplu, atunci cele două linii trebuie să se îndepărteze între ele în mod corespunzător. Acest lucru nu reprezintă o problemă tehnică în cazul unei linii care se construiește de la zero, dar poate face imposibilă construcția unei gări noi pe o linie existentă fără modificarea liniilor. De asemenea, un peron central creează un obstacol pentru liniile directe folosite de trenurile care nu opresc în stația respectivă, care sunt de obicei poziționate în mijloc, între liniile abătute, adică exact în zona în care se află peronul central.

## Numerotare

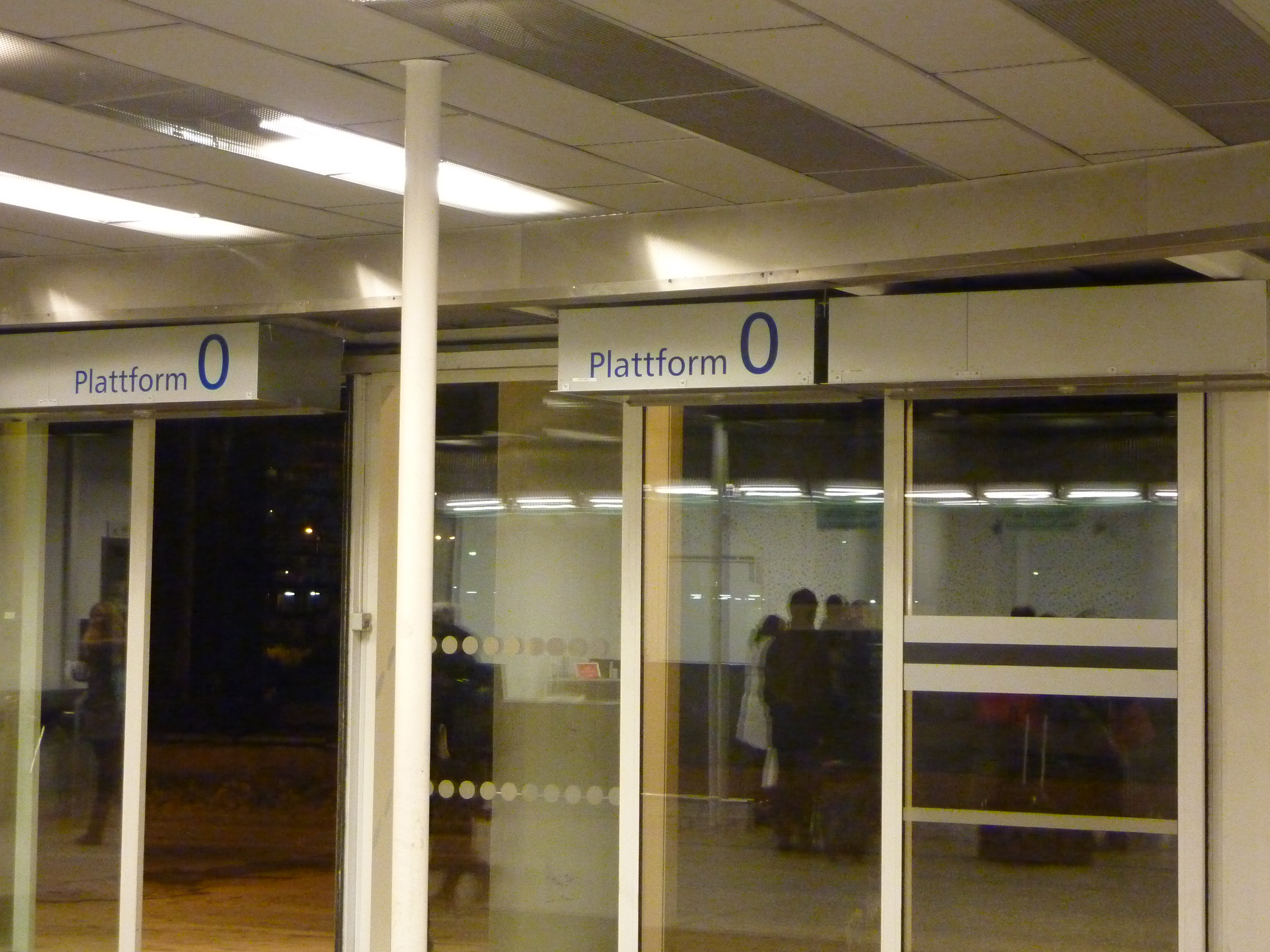
Gara Oslo-Aeroport, peronul 0

Majoritatea stațiilor au peroanele numerotate consecutiv, începând de la „1”. În câteva gări, incluzând Cardiff Central, Haymarket, King's Cross, Stockport și Gravesend în Regatul Unit, Uppsala în Suedia sau Lidcombe, în Australia, numerotarea peroanelor începe de la „0”. În gara Bristol Temple Meads, numerotarea peroanelor de la 3 la 12 este împărțită pe toată lungimea lor, fiecare din aceste peroane având numere diferite în funcție de zona de pe peron. Unele gări, precum London Waterloo East, folosesc pentru numerotare litere în loc de cifre, pentru a permite personalului feroviar care lucrează în ambele gări să facă distincția cu peroanele numerotate cu cifre ale gării învecinate Waterloo; alte gări, precum Paris-Gare de Lyon, folosesc litere pentru un grup de peroane și numere pentru celălalt grup.
În Statele Unite ale Americii, locul în care sosește trenul în stație este denumit uzual „linie” (spre exemplu: „trenul sosește la linia 5”). Termenul „peron” (în engleză platform) este și el folosit în Statele Unite, dar se referă mai degrabă la structura constructivă a acestuia decât la locul unde trage un tren. 

## Servicii
Unele din serviciile oferite de gara sau stația respectivă se găsesc adesea pe peroane. Acolo unde peroanele nu sunt adiacente clădirii propriu-zise a gării, există adesea refugii sau săli de așteptare pe peron, iar uneori pot fi întâlnite și cabine pentru personalul feroviar. Protecția împotriva intemperiilor variază de la gară la gară, unele având pe peron un simplu acoperiș, altele săli închise dotate cu aer condiționat sau încălzire. Pe peroane mai pot fi întâlnite bănci, stâlpi de iluminat, chioșcuri sau aparate automate pentru bilete, magazine, fântâni publice, coșuri de gunoi și tablouri sau ecrane de afișaj orar al mersului trenurilor.
Tot pe peroane sunt adesea folosite megafoane pentru anunțarea de informații utile. Acestea sunt în general prezente acolo unde lipsesc orarul afișat dinamic sau ecranele electronice. Informația difuzată de megafoane este variată, cuprinzând destinațiile și timpii de sosire și plecare, întârzierile, anulările, schimbările de peron, schimbările rutelor și destinațiilor, numărul de vagoane din care este compus trenul, poziția vagoanelor de clasa I, a compartimentelor pentru bagaje sau a vagonului restaurant și taxele suplimentare sau condițiile de rezervare.